# Ivane-Zolote, Zalișciîkî
Ivane-Zolote (în ucraineană Іване-Золоте) este o comună în raionul Zalișciîkî, regiunea Ternopil, Ucraina, formată numai din satul de reședință.

## Demografie
Componența lingvistică a comunei Ivane-Zolote
     Ucraineană (99,56%)
     Alte limbi (0,44%)
Conform recensământului din 2001, majoritatea populației comunei Ivane-Zolote era vorbitoare de ucraineană (99,56%), existând în minoritate și vorbitori de alte limbi.